# Iwan Michailowitsch Sidorenko
Iwan Michailowitsch Sidorenko (russisch Иван Михайлович Сидоренко, wiss. Transliteration Ivan Michajlovič Sidorenko; * 12. September 1919 in Tschanzowo, Gouvernement Smolensk, Sowjetrussland; † 19. Februar 1994 in Kisljar, Dagestan, Russland) war ein Offizier der Roten Armee im Deutsch-Sowjetischen Krieg. Als Scharfschütze tötete er ca. 500 gegnerische Soldaten und gilt damit als einer der erfolgreichsten Scharfschützen des Zweiten Weltkriegs. 1944 wurde er mit der Auszeichnung Held der Sowjetunion geehrt.

## Biografie
Iwan Sidorenko wurde 1919 in einer armen Bauernfamilie im Dorf Tschanzowo bei Smolensk geboren. Seine Familie zog bald daraufhin in den Donbass, später nach Lipezk. 1938 begann er ein Studium an einer Kunsthochschule in Pensa, allerdings wurde er bald in die Armee abberufen.
Ab 1941 kämpfte Sidorenko im Großen Vaterländischen Krieg. Zunächst bediente er Mörser, ab 1942 wurde er Scharfschütze. In den Kämpfen mit der Wehrmacht wurde er dreimal verwundet, kehrte jedoch immer wieder an die Front zurück. Bis 1944 tötete er mit seinem Scharfschützengewehr ca. 500 Soldaten der Achsenmächte. Außerdem zeichnete er sich als Organisator der Scharfschützenbewegung aus. Insgesamt bildete er 250 Scharfschützen aus, von denen viele ebenfalls Ehrenauszeichnungen erhielten.
Am 4. Juni 1944 wurde Sidorenko zum Held der Sowjetunion ernannt, erhielt den Lenin-Orden und den Goldenen Stern. Das Kriegsende erlebte Sidorenko in Estland in einem Militärhospital.
Nach dem Krieg arbeitete Sidorenko bei Tscheljabinsk als Bergbauspezialist sowie in weiteren Städten. Ab 1974 lebte er in Dagestan, wo er 1994 verstarb.